# 贺得霖
贺得霖，字德鄰，浙江鎮海縣人，民国时期财政要人、金融银行家。曾任北洋政府财政总长。浙江宁波人。

## 生平事迹
日本大學法學士，歷充司法部僉事，民事刑事兩司科長，鹽務署參事上行走秘書兼理總務廳事務。曾任职段祺瑞政府，担任众议院议员，北洋政府财政总长。1912年10月4日，北洋政府任命贺得霖为财政部次长。1915年3月9日，北洋政府特命财政总长贺得霖兼任盐务署督办，并为关税特别会议全权代表。1915年4月3日，贺得霖解职。
1919年，与同乡童今吾共同创办东陆银行，注册资本100万（一说，单独创办东陆银行），并担任总经理，将总行地址从北京移往天津，并在上海、北京设立分行。东陆银行是天津早期私人大型商业银行。1925年2月，贺因事务繁重身体虚弱，坚决请求辞职，董事会因无人选继任贺发布公告解散。同年2月1日至7日，天津总行，北京上海分行相继歇业。曾任中国垦业银行天津分行副理。曾大力支持民族出版业、报业，如资助《世界日报》的发行。

## 家庭
- 子贺师俊，著名书法家沈尹默之婿，沈令莹之夫[6]。

## 遗物
- 蒋中正书“美意延年”赠贺得霖60大寿[6]
- 檔案：近代外交經濟部門檔案 / 外交部 / 借款(1-3)

## 著作
- 《贺得霖赴告》贺师俊 辑，民国36年(1947年) 鉛印本